# ميتو (كولومبيا)
ميتو (بالإسبانية: Mitú) هي عاصمة إدارة فاوبيس في كولومبيا. تقع في الجزء الجنوبي الشرقي من كولومبيا وعلى الحدود مع البرازيل.

## المناخ
يظهر الجدول التالي التغييرات المناخية على مدار السنة لميتو:
| البيانات المناخية لـميتو                                            | البيانات المناخية لـميتو | البيانات المناخية لـميتو | البيانات المناخية لـميتو | البيانات المناخية لـميتو | البيانات المناخية لـميتو | البيانات المناخية لـميتو | البيانات المناخية لـميتو | البيانات المناخية لـميتو | البيانات المناخية لـميتو | البيانات المناخية لـميتو | البيانات المناخية لـميتو | البيانات المناخية لـميتو | البيانات المناخية لـميتو |
| الشهر                                                               | يناير                    | فبراير                   | مارس                     | أبريل                    | مايو                     | يونيو                    | يوليو                    | أغسطس                    | سبتمبر                   | أكتوبر                   | نوفمبر                   | ديسمبر                   | المعدل السنوي            |
| ------------------------------------------------------------------- | ------------------------ | ------------------------ | ------------------------ | ------------------------ | ------------------------ | ------------------------ | ------------------------ | ------------------------ | ------------------------ | ------------------------ | ------------------------ | ------------------------ | ------------------------ |
| الدرجة القصوى °م (°ف)                                               | 34.0 (93.2)              | 34.6 (94.3)              | 34.5 (94.1)              | 33.8 (92.8)              | 32.8 (91.0)              | 32.1 (89.8)              | 32.1 (89.8)              | 32.6 (90.7)              | 33.7 (92.7)              | 33.5 (92.3)              | 34.1 (93.4)              | 33.2 (91.8)              | 34.6 (94.3)              |
| متوسط درجة الحرارة الكبرى °م (°ف)                                   | 31.3 (88.3)              | 31.5 (88.7)              | 32.0 (89.6)              | 31.2 (88.2)              | 29.2 (84.6)              | 29.5 (85.1)              | 29.2 (84.6)              | 30.1 (86.2)              | 30.8 (87.4)              | 30.6 (87.1)              | 31.0 (87.8)              | 30.9 (87.6)              | 30.6 (87.1)              |
| المتوسط اليومي °م (°ف)                                              | 26.4 (79.5)              | 26.3 (79.3)              | 26.5 (79.7)              | 26.4 (79.5)              | 25.6 (78.1)              | 25.2 (77.4)              | 25.1 (77.2)              | 25.7 (78.3)              | 25.9 (78.6)              | 26.3 (79.3)              | 25.9 (78.6)              | 26.3 (79.3)              | 26.0 (78.7)              |
| متوسط درجة الحرارة الصغرى °م (°ف)                                   | 20.1 (68.2)              | 20.2 (68.4)              | 21.3 (70.3)              | 21.1 (70.0)              | 21.3 (70.3)              | 21.5 (70.7)              | 19.9 (67.8)              | 20.5 (68.9)              | 20.8 (69.4)              | 21.0 (69.8)              | 21.1 (70.0)              | 19.9 (67.8)              | 20.7 (69.3)              |
| أدنى درجة حرارة °م (°ف)                                             | 17.4 (63.3)              | 17.2 (63.0)              | 19.2 (66.6)              | 17.8 (64.0)              | 19.6 (67.3)              | 19.0 (66.2)              | 16.5 (61.7)              | 16.8 (62.2)              | 16.1 (61.0)              | 18.0 (64.4)              | 19.0 (66.2)              | 16.6 (61.9)              | 16.1 (61.0)              |
| الهطول مم (إنش)                                                     | 257.1 (10.12)            | 209.5 (8.25)             | 228.8 (9.01)             | 331.2 (13.04)            | 381.5 (15.02)            | 373.6 (14.71)            | 385.4 (15.17)            | 301.2 (11.86)            | 241.0 (9.49)             | 234.0 (9.21)             | 219.0 (8.62)             | 193.3 (7.61)             | 3٬355٫6 (132.11)         |
| متوسط أيام هطول الأمطار                                             | 13                       | 13                       | 15                       | 19                       | 22                       | 21                       | 23                       | 20                       | 16                       | 15                       | 17                       | 16                       | 210                      |
| ساعات سطوع الشمس الشهرية                                            | 139.2                    | 106.7                    | 125.1                    | 113.1                    | 106.4                    | 100.6                    | 110.2                    | 129.8                    | 131.5                    | 127.9                    | 121.8                    | 120.4                    | 1٬432٫7                  |
| المصدر: Instituto de Hidrologia Meteorologia y Estudios Ambientales |                          |                          |                          |                          |                          |                          |                          |                          |                          |                          |                          |                          |                          |